# آشپزی مکزیکی

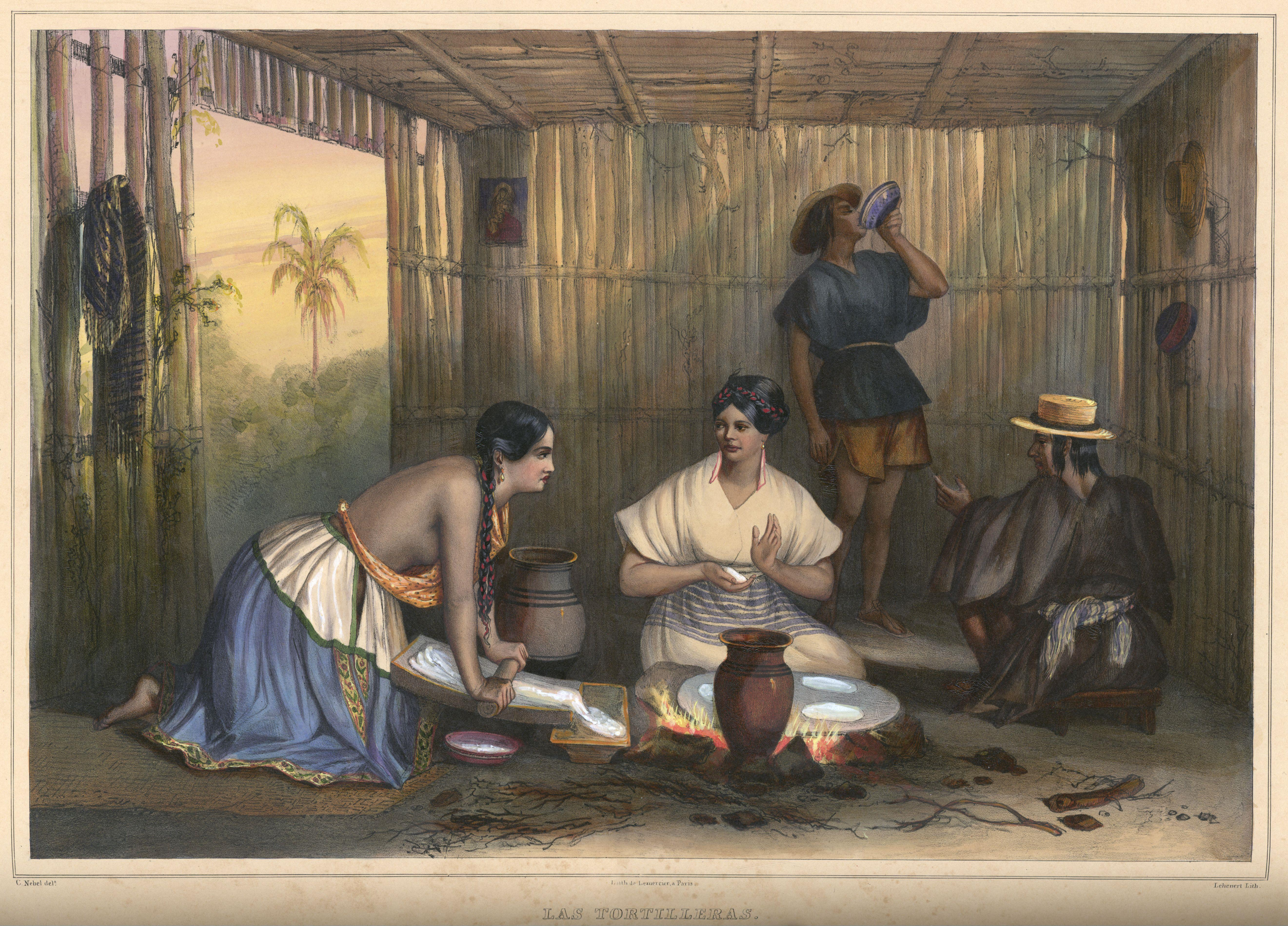
در حال درست‌کردن نان مکزیکی. قرن ۱۹ میلادی

غذاهای مکزیکی (به اسپانیایی: Gastronomía de México) به خوراک‌ها و سبک طبخ غذاهای مکزیکی گفته می‌شود که طعم‌های متنوع، ظاهرهای رنگارنگ، ادویه‌جات خوش‌بو و مواد تشکیل‌دهندهٔ آن از مکزیک سرچشمه می‌گیرد و بومی این سرزمین است.
در نوامبر ۲۰۱۰، غذاهای مکزیکی توسط یونسکو به فهرست میراث فرهنگی و معنوی یونسکو اضافه شده‌است. 

## عناصر

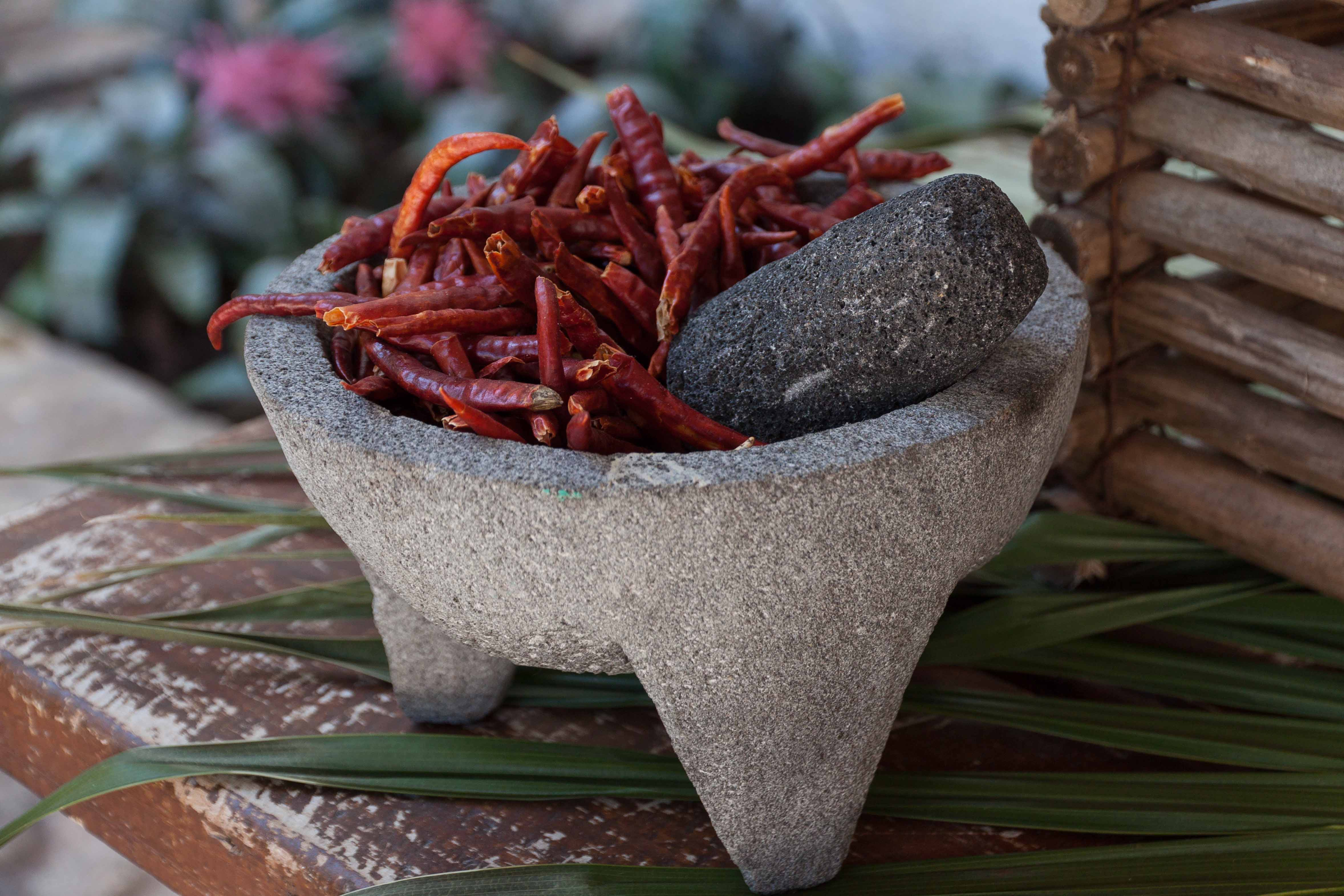
فلفل قرمز سنتی در هاون

غذاهای مکزیکی یکی از متنوع‌ترین فرهنگ‌های غذایی در جهان، پس از غذاهای چینی و هندی به‌شمار می‌روند.
حبوبات یکی از ارکان اصلی غذاهای مکزیکی است، مثلاً ذرت و لوبیا برای ساخت آرد ماسا و چیپس بکار می‌روند. کدو و فلفل قرمز نیز به وفور در غذاهای مکزیکی استفاده می‌شوند. بعد از ذرت، برنج شایع‌ترین دانه در غذاهای مکزیکی است.
از گیاهان دارویی و معطر نیز در غذاهای مکزیکی استفاده می‌شود که بیش‌تر شامل: ادویه، پونه کوهی، گشنیز، دارچین، کاکائو و فلفل می‌شود همچنین استفاده از سیر و پیاز نیز معمول است.
نوشیدنی‌های الکلی بومی مکزیک شامل کاکتوس ساقه گرد، عرق صبر زرد مکزیکی، تکیلا، شراب و آبجو می‌شوند.